# Eudorella redacticruris
Eudorella redacticruris är en kräftdjursart som beskrevs av Watling och McCann 1996. Eudorella redacticruris ingår i släktet Eudorella och familjen Leuconidae.
Artens utbredningsområde är Oregon. Inga underarter finns listade i Catalogue of Life.